# Eduardo González Arévalo
Eduardo González Arévalo (n. 5 de enero de 1832, Granada, España - 6 de mayo de 1867, Mérida, Yucatán, México) Fue un militar español que nació en Granada en el año de 1832 y se nacionalizó mexicano en 1865. De perfil Conservador, fue simpatizante del Segundo Imperio Mexicano y apoyó la Segunda intervención francesa en México. Participó durante la Intervención francesa en Tabasco y al ocupar la ciudad de San Juan Bautista de Tabasco se autonombró Gobernador del estado mexicano de Tabasco, siendo ratificado después por la Regencia del Imperio.

## Invasión de Tabasco
González Arévalo participó en la Intervención francesa en Tabasco, cuando zarpó de la isla del Carmen (que se había unido a los intervencionistas), con los buques de guerra La Corina y La Diana con la intención de someter la rebelión en Palizada e invadir Jonuta. Una vez establecidas en Palizada, las tropas francesas encabezadas por Arévalo, recibieron más refuerzos y ante la negativa del gobernador tabasqueño Victorio Victorino Dueñas de unirse a los intervencionistas, Arévalo inició el ataque a la población de Jonuta, iniciando así la invasión de Tabasco.
Una vez iniciada la invasión a Tabasco, Arévalo ordenó la toma del puerto de Frontera, Tabasco. Así, el 15 de marzo de 1863, los franceses, apoyados por los buques de guerra Darien y El Conservador, tomaron el puerto de Frontera, desde donde iniciaron un bloqueo naval y comenzaron a planear su avance a la capital del estado San Juan Bautista. 
El 18 de junio de 1863, el ejército francés a cuyo mando iba Eduardo González Arévalo, amaneció ante la capital del estado San Juan Bautista, iniciando un fuerte bombardeo y desembarcando con 150 hombres. Ante esto, el enemigo pudo ocupar la capital del estado haciendo huir a las autoridades tabasqueñas, Gregorio Méndez y Andrés Sánchez Magallanes se refugian en la Chontalpa, mientras que el gobernador del estado Victorio Victorino Dueñas y demás autoridades se trasladan a la Sierra nombrando a la villa de Tacotalpa capital provisional de Tabasco.

## Gobernador de Tabasco
Al día siguiente, 19 de junio de 1863 las fuerzas invasoras tomaban posesión de San Juan Bautista, y Eduardo González Arévalo se declaraba gobernador y comandante militar de Tabasco, cargo que desempeñaría hasta el 20 de enero de 1864 en que es destituido. Lo que provocó que durante ese período existieran en Tabasco dos gobernadores, ya que el Gobernador Constitucional Victorio Victorino Dueñas gobernaba desde Tacotalpa.
Ya en el gobierno, González Arévalo nombró un Consejo de Gobierno que se encargaría de establecer la nueva división territorial del estado. Dicho consejo tomó posesión el 16 de septiembre de 1863, el mismo día en que Arévalo es ratificado en el gobierno por la Regencia Imperial. El Consejo dividió a Tabasco en 4 distritos: Centro, Chontalpa, Sierra y Pichucalco. Por esas fechas, un grupo de milicianos chiapanecos, invadieron el partido de Pichucalco, que en ese entonces pertenecía a Tabasco, con la intención de anexarlo a Chiapas, por lo que González Arévalo, envió un ejército de 150 hombres, derrotando a los chiapanecos, con lo que Pichucalco se reintegra a Tabasco.
Gonzáles Arévalo convirtió a Tabasco en su feudo y se dedicó a enriquecerse, a las imposiciones y quitas de dinero, violaciones, asesinatos y las incautaciones de propiedades, siguieron las requisiciones de todo tipo, los invasores disponían de todo sin pagar nada, apoderándose de cuanto encontraban a su paso, se desató la rapiña y la inseguridad, reinaba el imperio del terror y no el de las leyes. El descontento comenzó a ser evidente, por todos los rumbos del estado se escuchaban las voces que impulsaban a levantarse contra los invasores, y el brote ofensivo se esperaba en cualquier momento.
Para tener el control del estado, González Arévalo nombró a personal de su ejército como jefes de plaza en los municipios del estado. Sin embargo, esto no evitó que el 6 de octubre se alzara en armas en San Antonio de Cárdenas el Coronel Andrés Sánchez Magallanes, el 8 de octubre lo hiciera el Coronel Gregorio Méndez Magaña en Comalcalco, y unos días después hicieron lo mismo Lino Merino en Tacotalpa y los hermanos Gustavo y Rosario Bastar Zozaya en Teapa, conformándose el Ejército LIberal Tabasqueño. En San Juan Bautista Arévalo comenzó a amedrentar a la población de la ciudad, obligando a los comerciantes a abrir sus negocios, y amenazando a las personas y familias que sospechaba que ayudaban a los rebeldes.
Tratando de calmar los ánimos de insubordinación, González Arévalo se entrevistó con el Gobernador Constitucional Victorio Victorino Dueñas. Ambos se reunieron junto a la gran ceiba en la villa de Atasta, con el fin de llegar a un acuerdo sobre el destino de San Juan Bautista. Sin embargo, no llegaron a ningún acuerdo, debido a que el gobernador Dueñas le indicó que al único acuerdo al que se podría llegar es a que desocuparan el estado.

### Derrota y destitución
El ejército liberal tabasqueño tomó Comalcalco, Jalpa, Teapa y Pichucalco, y atacó Cunduacán derrotando al ejército de Arévalo en la Batalla de El Jahuactal el 1 de noviembre. El General González Arévalo atrincheró sus tropas en San Juan Bautista, por lo que las tropas tabasqueñas iniciaron el sitio de la ciudad el 2 de diciembre de 1863. Ante el descontrol y la ingobernabilidad que existían en el estado, la Regencia del Imperio decidió destituir a Eduardo González Arévalo como gobernador de Tabasco, nombrando en su lugar al General Manuel Díaz de la Vega quien llegó a San Juan Bautista el 20 de enero de 1864, logrando entrar a la ciudad por el único punto de acceso controlado por los franceses: el río Grijalva. Después de su salida, Arévalo se traasladó a la Ciudad de México, donde continuó sirviendo al Gobierno Imperialista de Maximiliano de Habsburgo.
En 1865, Arévalo obtuvo la nacionalidad mexicana, y el 16 de junio de ese año, desde Sacluk, Guatemala, lanzó un Manifiesto al Estado de Tabasco, en él explicaba los motivos de su conducta militar y las causas de su destitución.

## Fallecimiento
El General Eduardo González Arévalo falleció en un enfrentamiento armado, cuando encabezó el asalto al edificio del comisariado imperial de Yucatán, 6 de mayo de 1867.